# Epidemie eboly v západní Africe

Epidemie: stav k 30. listopadu 2014

Epidemie eboly v západní Africe byla co do počtu obětí nejtěžší epidemií eboly v historii a prvním propuknutím této nemoci v oblasti západní Afriky za poslední dvě desetiletí. Započala v prosinci 2013, ovšem detekována byla až v březnu 2014, kdy bylo hlášeno 78 úmrtí. V lednu 2016 oficiální počet nakažených přesáhl 28 000, z toho přes 11 000 zemřelo.
Na mapě vpravo jsou vidět případy v západní Africe. Epidemie se rozsáhle šířila v Sierra Leone, Libérii a Guineji a výskyty se objevily v Mali, Senegalu a Nigérii. Mimo Afriku se objevily výskyty ve Spojeném království, Španělsku, Itálii a USA. V lednu 2016 byla epidemie úspěšně potlačena ve všech státech kromě Libérie.
Různé organizace, včetně Evropské komise a Hospodářského společenství západoafrických států, darovaly finanční prostředky na pomoc v boji proti epidemii. V boji proti nemoci byl u některých pacientů vyzkoušeno s větším či menším úspěchem několik experimentálních léků.

## Průběh

Celkem případy (modrá) a celkové úmrtí (červená)

Vývoj počtu nakažených a zemřelých

### Epidemie eboly v západní Africe
První případy eboly zachytily guinejské úřady na jihu země, podezření na smrtelné onemocnění se potvrdilo i v hlavním městě Konakry. Zahraniční těžařské společnosti pozastavily aktivity v zemi a evakuovaly z Guineje část svých zaměstnanců.
Epidemie se postupně rozšířila i do sousední Libérie a Sierra Leone, kde si vyžádala stovky obětí, a to i mezi zdravotnickým personálem. Nákaze neunikli ani lékaři z Evropy a USA. Generální převor milosrdných bratří ve zprávě ze 7. srpna 2014 informuje o kolapsu řádových nemocnic v liberijské Monrovii a v Sierra Leone, z nichž první musela kvůli epidemii a nakažení významné části personálu zavřít a druhá přešla na omezený provoz. Bratr z řad personálu první nemocnice, Miguel Pajares, byl převezen k léčení do Madridu, kde se stal 12. srpna prvním člověkem, který podlehl ebole na evropské půdě. V Monrovii mezitím zemřela i celá řada jeho kolegů. Další zpráva velkopřevora z 12. srpna vyčíslila dosavadní ztráty řádu v důsledku epidemie na tři mrtvé bratry (včetně ředitele monrovijské nemocnice), jednu řeholnici a velký počet zaměstnanců.
V Nigérii se vyskytly jen ojedinělé případy.
Senegal uzavřel pozemní hranice s Guineou, aby se tak zabránilo dalšímu šíření viru. Dne 29. srpna 2014 Senegalský ministr zdravotnictví Awa Marie Coll Seck oznámil první případ nákazy ebolou v Senegalu.
Dne 20. září 2014 zabila skupina vesničanů z Guineje osm expertů, kteří do Guineje přijeli bojovat s nemocí. Mezi nimi byli i tři novináři. Těla byla nalezena v latríně, přičemž tři měla podříznutá hrdla. Šest útočníků bylo zatčeno. V týž den v Guineji dosáhl počet nakažených 1000.
Odhad Světové zdravotnické organizace uvádí, že se ebolou do ledna 2015 může nakazit až 1,4 milionu lidí.
Dne 11. října 2014 zahájila americká letiště skenovaní tělesné teploty cestujících z Guineje, Sierry Leone a Libérie, zatímco počet obětí epidemie viru v západní Africe vystoupal na 4000.
Koncem roku 2014 začal počet nově nakažených klesat a epidemie se pomalu začala dostávat pod kontrolu. V Sieře Leone epidemie skončila 7. listopadu 2015, v Guineji 29. prosince 2015.

### Ebola v USA
Dne 30. září 2014 potvrdily USA první případ eboly zachycený na americkém území. Vzrušené diskuse vyvolalo selhání nemocnice v Texasu, která dotyčného po prvním vyšetření pustila domů s mylným předpokladem, že má chřipku, přestože upozornil zdravotní sestru, že přicestoval z Libérie. Dva dny poté byl hospitalizován v kritickém stavu. Epidemiologové vyjádřili obavy, že do té doby mohl nakazit až 80 lidí.
U druhého zdravotníka ošetřujícího zesnulého Thomase Duncana se projevily příznaky onemocnění virem. Zdravotní sestry z dallaské nemocnice sdělily médiím, že po přijetí nakaženého pacienta pracovaly s nedostačujícím ochranným oděvem a neměly informace, jak s nakaženým pracovat.

### Ebola ve Španělsku
Dne 25. září 2014 zemřel po převozu do madridské nemocnice 71letý španělský kněz a šéflékař sierraleonské nemocnice milosrdných bratří v Lunsaru P. Dr. Manuel García Viejo OH, který se nakazil při péči o pacienty. Jde tedy zatím o druhý případ úmrtí na tuto nemoc v Evropě.
Dne 6. října 2014 potvrdilo Španělsko první případ eboly zachycený na evropském území. Jde o zdravotní sestru pracující na klinice Carlose III., která se nakazila, když se starala o misionáře P. Dr. Manuela Garcíu Vieja OH († 25. září), který byl již nemocný převezen do Španělska ze Sierry Leone.

### Reakce v Česku
První podezřelý případ ohlásila média v České republice 6. září 2014. Jednalo se o afrického studenta, který měl horečky. Ebolu hygienici vyloučili, student se zřejmě nakazil malárií.
Nejvážnější podezření na ebolu 9. října oznámila pražská Nemocnice na Bulovce u českého pacienta, který se vrátil z Libérie. Testy krevních vzorků provedené Ústavem Roberta Kocha v Berlíně se však ukázaly jako negativní. Příčina pacientova onemocnění je stále neznámá, příznaky mohou ukazovat na malárii nebo horečku dengue.
Dne 11. října 2014 byli na infekční oddělení Fakultní nemocnice Bulovka převezeni žena z Karlových Varů, která se před časem vrátila z Nigérie, a nachlazený ghanský student, zajištěný zásahovou jednotkou na Hlavním nádraží v Praze. Velvyslankyně Ghany v České republice v mediální reakci uvedla, že občané afrických zemí nezasažených epidemií viru ebola budou muset s takovým incidenty v Evropě počítat.

## Ebola v Kongu
V srpnu byly detekovány první případy onemocnění v Demokratické republice Kongo. K 9. říjnu 2014 bylo zaznamenáno 68 případů onemocnění virem ebola, z toho bylo 49 fatálních. Epidemie v Kongu nijak nesouvisí s probíhající epidemii v západní Africe. Lékaři bez hranic otevřeli v postižené oblasti léčebné centrum.

## Tabulka případů, úmrtí a zemí
Následující tabulka je sestavena podle dat CDC a Světové zdravotnické organizace.
| Datum hlášení      | Celkem  | Celkem | Guinea  | Guinea | Libérie | Libérie | Sierra Leone | Sierra Leone |
| Datum hlášení      | případy | úmrtí  | případy | úmrtí  | případy | úmrtí   | případy      | úmrtí        |
| ------------------ | ------- | ------ | ------- | ------ | ------- | ------- | ------------ | ------------ |
| 23. prosince 2015  | 28,542  | 11,299 | 3,806   | 2,535  | 10,675  | 4,809   | 14,061       | 3,955        |
| 25. listopadu 2015 | 28,637  | 11,314 | 3,804   | 2,536  | 10,675  | 4,808   | 14,122       | 3,955        |
| 25. října 2015     | 28,539  | 11,298 | 3,806   | 2,535  | 10,672  | 4,808   | 14,061       | 3,955        |
| 27. září 2015      | 28,388  | 11,296 | 3,805   | 2,533  | 10,672  | 4,808   | 13,911       | 3,955        |
| 30. srpna 2015     | 28,073  | 11,290 | 3,792   | 2,529  | 10,672  | 4,808   | 13,609       | 3,953        |
| 26. července 2015  | 27,748  | 11,279 | 3,786   | 2,520  | 10,672  | 4,808   | 13,290       | 3,951        |
| 21. června 2015    | 27,443  | 11,207 | 3,718   | 2,473  | 10,666  | 4,806   | 13,059       | 3,924        |
| 17. května 2015    | 26,898  | 11,105 | 3,635   | 2,407  | 10,666  | 4,806   | 12,632       | 3,907        |
| 19. dubna 2015     | 26,009  | 10,793 | 3,565   | 2,358  | 10,212  | 4,573   | 12,267       | 3,877        |
| 22. března 2015    | 24,837  | 10,296 | 3,429   | 2,263  | 9,602   | 4,301   | 11,841       | 3,747        |
| 22. února 2015     | 23,659  | 9,574  | 3,155   | 2,091  | 9,238   | 4,037   | 11,301       | 3,461        |
| 25. ledna 2015     | 22,022  | 8,780  | 2,917   | 1,910  | 8,622   | 3,686   | 10,518       | 3,199        |
| 28. prosinec 2014  | 20,171  | 7,890  | 2,707   | 1,709  | 8,018   | 3,432   | 9,446        | 2,758        |
| 4. listopad 2014   | 13,241  | 4,910  | 1,760   | 1,054  | 6,619   | 2,766   | 4,862        | 1,455        |
| 2. listopad 2014   | 13,014  | 5,191  | 1,731   | 1,041  | 6,524   | 2,700   | 4,759        | 1,450        |
| 30. říjen 2014     | 12,647  | 5,087  | 1,675   | 1,022  | 6,485   | 2,636   | 4,487        | 1,429        |
| 24. říjen 2014     | 12,008  | 5,078  | 1,598   | 981    | 6,253   | ≥2,704  | 4,017        | 1,341        |
| 19. říjen 2014     | 9,936   | 4,877  | 1,540   | 926    | ≥4,665  | ≥2,705  | 3,706        | 1,259        |
| 17. říjen 2014     | 9,693   | 4,811  | 1,501   | 886    | ≥4,607  | ≥2,689  | 3,560        | 1,227        |
| 13. říjen 2014     | 8997    | 4493   | 1472    | 843    | 4249    | 2458    | 3252         | 1183         |
| 8. říjen 2014      | 8399    | 4033   | 1350    | 778    | 4076    | 2316    | 2950         | 930          |
| 5. říjen 2014      | 8033    | 3865   | 1298    | 768    | 3924    | 2210    | 2789         | 879          |
| 1. říjen 2014      | 7492    | 3439   | 1199    | 739    | 3834    | 2069    | 2437         | 623          |
| 28. září 2014      | 7192    | 3286   | 1157    | 710    | 3696    | 1998    | 2317         | 570          |
| 23. září 2014      | 6574    | 3043   | 1074    | 648    | 3458    | 1830    | 2021         | 557          |
| 21. září 2014      | 6242    | 2900   | 1022    | 635    | 3280    | 1707    | 1940         | 550          |
| 17. září 2014      | 5762    | 2746   | 965     | 623    | 3022    | 1578    | 1753         | 537          |
| 14. září 2014      | 5339    | 2586   | 942     | 601    | 2720    | 1461    | 1655         | 516          |
| 10. září 2014      | 4846    | 2375   | 899     | 568    | 2415    | 1307    | 1509         | 493          |
| 7. září 2014       | 4366    | 2177   | 861     | 557    | 2081    | 1137    | 1424         | 476          |
| 3. září 2014       | 4001    | 2089   | 823     | 522    | 1863    | 1078    | 1292         | 452          |
| 26. srpen 2014     | 3069    | 1552   | 648     | 430    | 1378    | 694     | 1026         | 422          |
| 20. srpen 2014     | 2615    | 1427   | 607     | 406    | 1082    | 624     | 910          | 392          |
| 18. srpen 2014     | 2473    | 1350   | 579     | 396    | 972     | 576     | 907          | 374          |
| 16. srpen 2014     | 2240    | 1229   | 543     | 394    | 834     | 466     | 848          | 365          |
| 13. srpen 2014     | 2127    | 1145   | 519     | 380    | 786     | 413     | 810          | 348          |
| 11. srpen 2014     | 1975    | 1069   | 510     | 377    | 670     | 355     | 783          | 334          |
| 9. srpen 2014      | 1848    | 1013   | 506     | 373    | 599     | 323     | 730          | 315          |
| 6. srpen 2014      | 1779    | 961    | 495     | 367    | 554     | 294     | 717          | 298          |
| 4. srpen 2014      | 1711    | 932    | 495     | 363    | 516     | 282     | 691          | 286          |
| 1. srpen 2014      | 1603    | 887    | 485     | 358    | 468     | 255     | 646          | 273          |
| 30. červenec 2014  | 1440    | 826    | 472     | 346    | 391     | 227     | 574          | 252          |
| 27. červenec 2014  | 1323    | 729    | 460     | 339    | 329     | 156     | 533          | 233          |
| 23. červenec 2014  | 1201    | 672    | 427     | 319    | 249     | 129     | 525          | 224          |
| 20. červenec 2014  | 1093    | 660    | 415     | 314    | 224     | 127     | 454          | 219          |
| 18. červenec 2014  | 1048    | 632    | 410     | 310    | 196     | 116     | 442          | 206          |
| 15. červenec 2014  | 964     | 603    | 406     | 304    | 172     | 105     | 386          | 194          |
| 10. červenec 2014  | 888     | 539    | 409     | 309    | 142     | 88      | 337          | 142          |
| 8. červenec 2014   | 844     | 518    | 408     | 307    | 131     | 84      | 305          | 127          |
| 2. červenec 2014   | 759     | 467    | 413     | 303    | 107     | 65      | 239          | 99           |
| 24. červen 2014    | 599     | 338    | 390     | 270    | 51      | 34      | 158          | 49           |
| 18. červen 2014    | 528     | 337    | 398     | 264    | 33      | 24      | 97           | 34           |
| 10. červen 2014    | 474     | 252    | 372     | 236    | 13      | 9       | 89           | 7            |
| 5. červen 2014     | 438     | 231    | 344     | 215    | 13      | 9       | 81           | 7            |
| 2. červen 2014     | 354     | 208    | 291     | 193    | 13      | 9       | 50           | 6            |
| 27. květen 2014    | 309     | 200    | 281     | 186    | 12      | 9       | 16           | 5            |
| 23. květen 2014    | 270     | 181    | 258     | 174    | 12      | 9       |              |              |
| 14. květen 2014    | 245     | 164    | 233     | 157    | 12      | 9       |              |              |
| 5. květen 2014     | 243     | 162    | 231     | 155    | 12      | 9       |              |              |
| 30. duben 2014     | 233     | 153    | 221     | 146    | 12      | 9       |              |              |
| 23. duben 2014     | 220     | 143    | 208     | 136    | 12      | 9       |              |              |
| 21. duben 2014     | 215     | 136    | 203     | 129    | 12      | 9       |              |              |
| 17. duben 2014     | 209     | 129    | 197     | 122    | 12      | 9       |              |              |
| 10. duben 2014     | 169     | 108    | 157     | 101    | 12      | 9       |              |              |
| 7. duben 2014      | 163     | 102    | 151     | 95     | 12      | 7       |              |              |
| 2. duben 2014      | 135     | 88     | 127     | 83     | 8       | 5       |              |              |
| 1. duben 2014      | 130     | 82     | 122     | 80     | 8       | 2       |              |              |
| 31. březen 2014    | 114     | 70     | 112     | 70     | 2       | 0       |              |              |
| 27. březen 2014    | 103     | 66     | 103     | 66     |         |         |              |              |
| 26. březen 2014    | 86      | 60     | 86      | 60     |         |         |              |              |
| 25. březen 2014    | 86      | 59     | 86      | 59     |         |         |              |              |

| Datum hlášení     | Celkem  | Celkem | Nigérie | Nigérie | Senegal | Senegal | Spojené státy americké | Spojené státy americké | Španělsko | Španělsko | Mali    | Mali  | Spojené království | Spojené království | Itálie  | Itálie |
| Datum hlášení     | případy | úmrtí  | případy | úmrtí   | případy | úmrtí   | případy                | úmrtí                  | případy   | úmrtí     | případy | úmrtí | případy            | úmrtí              | případy | úmrtí  |
| ----------------- | ------- | ------ | ------- | ------- | ------- | ------- | ---------------------- | ---------------------- | --------- | --------- | ------- | ----- | ------------------ | ------------------ | ------- | ------ |
| 30. srpna 2015    | 36      | 15     | 20      | 8       | 1       | 0       | 4                      | 1                      | 1         | 0         | 8       | 6     | 1                  | 0                  | 1       | 0      |
| 29. prosince 2014 | 35      | 15     | 20      | 8       | 1       | 0       | 4                      | 1                      | 1         | 0         | 8       | 6     | 1                  | 0                  | –       | –      |
| 14. prosince 2014 | 32      | 15     | 20      | 8       | 1       | 0       | 4                      | 1                      | 1         | 0         | 6       | 6     | –                  | –                  | –       | –      |
| 2. listopadu 2014 | 27      | 10     | 20      | 8       | 1       | 0       | 4                      | 1                      | 1         | 0         | 1       | 1     | –                  | –                  | –       | –      |
| 12. října 2014    | 23      | 8      | 20      | 8       | 1       | 0       | 1                      | 0                      | 1         | 0         | -       | –     | –                  | –                  | –       | –      |
| 28. září 2014     | 22      | 8      | 20      | 8       | 1       | 0       | 1                      | 0                      | -         | –         | -       | –     | –                  | –                  | –       | –      |
| 30. července 2014 | 3       | 1      | 3       | 1       | –       | –       | –                      | –                      | -         | –         | –       | –     | –                  | –                  | –       | –      |

## Mezinárodní reakce

### Nadnárodní organizace
- Rada bezpečnosti OSN prohlásila probíhající epidemii eboly v západní Africe za „hrozbu světové bezpečností“ a ohlásila vyslání pohotovostní mise do Libérie, Sierry Leone a Guineje.[21]
- Evropská komise přispěla částkou 500 000 €, aby přispěla k omezení šíření viru v Guineji a sousedních zemích. Evropská komise stejně do země vyslala zdravotnické experty, aby pomohli zhodnotit situaci a spolupracovali s místními úřady. Komisařka EU pro mezinárodní spolupráci, humanitární pomoc a řešení krizí Kristalina Georgieva řekla: "Jsme hluboce znepokojeni šířením této nakažlivé nemoci a naše podpora pomůže zajistit okamžitou zdravotní pomoc postiženým lidem. Je důležité, že budeme jednat rychle, aby se zabránilo v šíření eboly zejména do sousedních zemí."

### Mezinárodní organizace
Vedle nadnárodních organizací hrají klíčovou roli charitativní dobrovolnické a církevní organizace, mimo jiné Lékaři bez hranic a milosrdní bratři. První organizace zřídila v oblastech řadu nových center pro boj s epidemií, druhá hraje klíčovou roli v místním zdravotnictví skrze provozování nemocnic v Sieře Leone a Libérii.
Nemocnice milosrdných bratří přivedla epidemie na pokraj kolapsu, když zahubila čtyři řádové bratry a desítky dalších spolupracovníků a zaměstnanců a přinutila řád k jejich dočasnému uzavření. Jejich znovuotevření se plánuje na začátek října. Do konce září řád shromáždil ve sbírce vyhlášené na boj s epidemií 363 686,59 EUR.
Humanitarian OpenStreetMap Team vytvořil pro potřeby humanitárních aktorů mapy postižených oblastí.

### Státy
- Spojené státy americké otevřely v liberijské Monrovii školící centrum pro zdravotníky a vyslaly do země 3000 vojáků jako podporu k sedmnácti polním nemocnicím.[kdy?] [25][26]
- Kuba ohlásila plán vyslat 165 zdravotníků do západní Afriky, aby se přidali k boji proti epidemii viru ebola.[kdy?] [27]
- Česká republika darovala organizaci Lékaři bez hranic tři miliony korun na boj s epidemií eboly.[kdy?] [28]